# Rec de la Font
El Rec de la Font és un curs d'aigua del terme de Naüja, a l'Alta Cerdanya, de la Catalunya del Nord. Es forma a la zona sud-est del poble de Naüja per la unió del Rec del Racó, el Torrent Mitjà i el Rec de la Devesa, i es va allunyant del poble gradualment cap al sud-oest, travessant una zona de pastures, fins que s'aboca en el Rec de Rigat a l'oest de la comuna, prop d'Oceja.